# کرین الفن
کرین الفن (انگلیسی: Corinne Alphen؛ زاده ۲۷ سپتامبر ۱۹۵۴) یک مانکن و هنرپیشه اهل ایالات متحده آمریکا است.